# William Worthington
William Worthington (8. dubna 1872, Troy, New York – 9. dubna 1941, Beverly Hills, Kalifornie) byl americký herec a režisér němého filmu.

## Kariéra
Worthington se začal zajímat o divadlo, když svou kariéru zahájil jako operní zpěvák a divadelní herec. Ve filmu debutoval v roce 1913 v hlavní roli, přičemž jedním z jeho nejznámějších snímků se stal Damon and Pythias z roku 1914. V letech 1917 až 1925 se soustředil na režii a vedl filmovou produkční společnost Multicolor, kterou v roce 1932 koupila firma Cinecolor. Ve filmu působil až do své smrti v roce 1941.

## Filmy

### Režie
- The Grail (1915)
- Homage (1915)
- The Gopher (1915)
- The Social Lion (1915)
- Misjudged (1915)
- The Queen of Hearts (1915)
- Her Prey (1915)
- The Fair God of Sun Island (1915)
- On the Level (1915)
- In Search of a Wife (1915)
- As the Shadows Fall (1915)
- The Reward of Chivalry (1916)
- The Family Secret (1916)
- The Dupe (1916)
- After the Play (1916)
- The Best Man's Bride (1916)
- The Mark of a Gentleman (1916)
- Darcy of the Northwest Mounted (1916)
- The Wire Pullers (1916)
- Bringing Home Father (1916)
- The Rose Colored Scarf (1916)
- The False Part (1916)
- They Wouldn't Take Him Seriously (1916)
- Nature Incorporated (1916)
- Lee Blount Goes Home (1916)
- Cross Purposes (1916)
- The Heart of a Show Girl (1916)
- Main 4400 (1916)
- Love Never Dies (1916)
- The Masked Woman (1916)
- A Stranger from Somewhere (1916)
- Little Partner (1916)
- Bringing Home Father (1917)
- The Devil's Pay Day (1917)
- The Man Who Took a Chance (1917)
- The Clock (1917)
- The Car of Chance (1917)
- The Clean-Up (1917)
- The Beloved Traitor (1918)
- Twenty-One (1918)
- The Ghost of the Rancho (1918)
- His Birthright (1918)
- The Gray Horizon (1919)
- The Courageous Coward (1919)
- A Heart in Pawn (1919)
- His Debt (1919)
- All Wrong (1919)
- The Man Beneath (1919)
- The Dragon Painter (1919)
- Bonds of Honor (1919)
- The Illustrious Prince (1919)
- The Tong Man (1919)
- The Beggar Prince (1920)
- The Silent Barrier (1920)
- The Greater Profit (1921)
- The Unknown Wife (1921)
- The Beautiful Gambler (1921)
- Opened Shutters (1921)
- Go Straight (1921)
- Dr. Jim (1921)
- Tracked to Earth (1922)
- Out of the Silent North (1922)
- Afraid to Fight (1922)
- Kindled Courage (1923)
- The Bolted Door (1923)
- Fashionable Fakers (1923)
- Beauty and the Bad Man (1925)
- The Girl on the Stairs (1925)

### Herecká filmografie
- The Old Clerk (1913)
- The Restless Spirit (1913) jako A Stranger
- The Passerby (1913) jako Mr. Klein
- Forgotten Women (1913) jako The Reveller
- Back to Life (1913) jako The Gambler
- The Barrier of Bars (1913)
- The Dread Inheritance (1913) jako The Doctor
- Risen from the Ashes (1914)
- Samson (1914) jako Ladal
- Stolen Glory (1914) jako Paul Devine
- The Woman in Black (1914) jako Prof. M. Byrd
- The Spy (1914) jako Gen. George Washington
- On the Rio Grande (1914) jako James Russell, Annin otec
- Prowlers of the Wild (1914) jako John
- The Sob Sister (1914) jako Mr. Tracy
- Circle 17 (1914) jako Prof. Bartoli
- Through the Flames (1914) jako Bill Hampton, Bertův přítel
- A Prince of Bavaria (1914) jako Peter Carson, Carolinein otec
- As the Wind Blows (1914) jako The Husband
- Kid Regan's Hands (1914) jako Bill Sweeney
- The Vagabond (1914) jako The Father
- The Link That Binds (1914) jako McClain, Donaldův otec
- The Chorus Girl's Thanksgiving (1914)
- The Opened Shutters (1914) jako Thinkright Johnson
- Damon and Pythias (1914) jako Damon
- Called Back (1914) jako Dr. Manuel Ceneri
- A Page from Life (1914) jako Carter, Ritain otec
- The Big Sister's Christmas (1914) jako Martin Towne
- The Flash (1915) jako Old Carl Bauer
- Changed Lives (1915) jako James
- The Black Box (1915, seriál) jako Prof. Ashleigh / Lord Ashleigh
- The Grail (1915) jako Griswold, Jeanin otec
- Homage (1915) jako Abdiel O'Day, Erwinův otec
- The Great Ruby Mystery (1915) jako Heinrich von Buclow
- The Queen of Hearts (1915) jako Col. Phillipot
- The Reward of Chivalry (1916) jako vedlejší role
- A Wife at Bay (1916)
- Beyond the Trail (1916)
- High Heels (1921) jako Joshua Barton
- The Green Goddess (1923) jako The High Priest
- Red Lights (1923) jako Luke Carson
- The Awful Truth (1925) jako Jonathan Sims
- Her Honor, the Governor (1926)
- Kid Boots (1926) jako otec Eleanor
- The Return of Boston Blackie (1927) jako John Markham
- Good Morning, Judge (1928) jako Mr. Grey Sr
- Half a Bride (1928) jako Mr. Winslow
- Happiness Ahead (1928) jako Mortimer Goodstone
- The Man Who Came Back (1931) jako Capt. Gallon
- Finger Prints (1931) jako John Mackey
- Shipmates (1931) jako adm. R.S. 'Bill' Schuyler
- The Trial of Vivienne Ware (1932) jako asistent obhájce
- No More Orchids (1932) jako Cannon
- The Keyhole (1933) jako statista na lodi
- Gabriel Over the White House (1933) jako člen kongresu
- The Little Giant (1933) jako Harry S. Ames, spolupracovník Cass-Winter
- Picture Snatcher (1933) jako reportér u popravy
- The Silk Express (1933) jako naštvaný pasažér
- Melody Cruise (1933) jako host na party
- Morning Glory (1933) jako bankéř, host na party
- Lady for a Day (1933) jako hotelový host
- I Loved a Woman (1933) jako Jefferson
- The Perils of Pauline (1933, seriál) jako americký konzul
- Duck Soup (1933) jako první ministr financí
- Design for Living (1933) jako divák v divadle
- You Can't Buy Everything (1934) jako pokladní
- Beggars in Ermine (1934) jako člen rady
- The Gold Ghost (1934) jako otec Glorie, Jim
- The World Moves On (1934) jako soudce souboje
- His Greatest Gamble (1934) jako host na večeři
- Dames (1934) jako člen rady v show
- One Exciting Adventure (1934) jako Man
- Tailspin Tommy (1934, seriál) jako lékař z Denveru
- The President Vanishes (1934) jako zákonodárce
- Flirtation Walk (1934) jako civilista (scény smazány)
- The Man Who Reclaimed His Head (1934) jako doprovod
- Grand Old Girl (1935) jako člen školní rady
- Symphony of Living (1935) jako předseda symfonie
- A Notorious Gentleman (1935) jako vedlejší role
- Twenty Dollars a Week (1935) jako Mr. Davidson
- A Night at the Ritz (1935) jako bankéř
- Cardinal Richelieu (1935) jako komoří krále
- Reckless (1935) jako svatební host
- The Casino Murder Case (1935) jako první dražitel
- Public Hero No. 1 (1935) jako člen vězeňské rady
- Hooray for Love (1935) jako muž kývající "ne" v montáži
- Love Me Forever (1935) jako malá role
- Keeper of the Bees (1935) jako plukovník
- Orchids to You (1935) jako soudce na květinové výstavě
- Anna Karenina (1935) jako divák v opeře
- Diamond Jim (1935) jako muž u baru
- The Case of the Lucky Legs (1935) jako divák vedle Pattona
- Grand Exit (1935) jako doktor
- In Old Kentucky (1935) jako Bit
- If You Could Only Cook (1935) jako Mr. Fletcher
- Magnificent Obsession (1935) jako muž na lodi
- Dangerous Intrigue (1936) jako manažer ocelárny
- Champagne Charlie (1936) jako člen rady
- The Law in Her Hands (1936) jako soudce odvolacího soudu
- The Crime of Dr. Forbes (1936) jako fakultní lékař
- The Final Hour (1936) jako soudce
- Alibi for Murder (1936) jako John J. Foster
- Polo Joe (1936) jako host
- Can This Be Dixie? (1936) jako George Washington Peachtree
- The Accusing Finger (1936) jako senátor
- Camille (1936) jako statista v kasinu
- Give Me Liberty (1936) jako Pendleton
- After the Thin Man (1936) jako "vážený" muž v autě
- That Girl from Paris (1936) jako svatební host
- Battle of Greed (1937) jako soudce William H. Avery
- Woman-Wise (1937) jako host v kavárně
- The Devil's Playground (1937) jako viceadmirál
- Criminal Lawyer (1937) jako host na party
- Man of the People (1937) jako soudce
- The Last of Mrs. Cheyney (1937) jako statista na lodi
- Ready, Willing and Able (1937) jako starší muž na chodbě
- Penny Wisdom (1937) jako host na večeři
- The Great Gambini (1937) jako starší muž
- The Singing Marine (1937) jako pasažér lodi
- Marry the Girl (1937) jako George Washington
- Broadway Melody of 1938 (1937) jako N.O. Norwich, divadelní agent
- The Footloose Heiress (1937) jako spolupracovník pana Clarka
- Music for Madame (1937) jako pasažér autobusu
- Alcatraz Island (1937) jako první soudce
- Live, Love and Learn (1937) jako Mr. Killy
- Missing Witnesses (1937) jako John - posluchač rádia
- Hollywood Hotel (1937) jako muž na premiéře
- Sergeant Murphy (1938) jako soudce na koňské show
- Walking Down Broadway (1938) jako soudce
- Accidents Will Happen (1938) jako rozrušený majitel auta
- Women Are Like That (1938) jako ministr
- The Beloved Brat (1938) jako Dr. Reynolds
- A Trip to Paris (1938) jako člen rady
- Hold That Kiss (1938) jako soudce na výstavě psů
- Squadron of Honor (1938) jako major
- The Amazing Dr. Clitterhouse (1938) jako Updykeův host
- The Chaser (1938) jako Dr. Matthews
- I Am the Law (1938) jako člen výboru
- Boys Town (1938) jako guvernér
- The Spider's Web (1938) jako Cantlon
- There Goes My Heart (1938) jako bankéř
- Young Dr. Kildare (1938) jako člen rady
- The Cowboy and the Lady (1938) jako host na večeři
- Gang Bullets (1938) jako soudce
- Angels with Dirty Faces (1938) jako dozorce
- Sweethearts (1938) jako muž v zákulisí
- Homicide Bureau (1939) jako člen občanské ligy
- They Made Her a Spy (1939) jako senátor v Dome Cafe
- The Story of Vernon and Irene Castle (1939) jako muž čtoucí noviny
- First Offenders (1939) jako soudce
- Dark Victory (1939) jako specialista #1
- Zenobia (1939) jako občan města
- Union Pacific (1939) jako Oliver Ames
- The Girl from Mexico (1939) jako Mr. Patton
- 6,000 Enemies (1939) jako Frank Jordan
- The Forgotten Woman (1939) jako doktor
- Hawaiian Nights (1939) jako muž v hotelové hale
- Espionage Agent (1939) jako instruktor v montáži
- Rio (1939) jako americký bankéř
- Pride of the Blue Grass (1939) jako první stevard
- Mr. Smith Goes to Washington (1939) jako člen výboru
- The Oklahoma Kid (1939)
- Abe Lincoln in Illinois (1940) jako vedlejší role
- Law and Order (1940) jako soudce Williams
- Blossoms in the Dust (1941) jako člen městské rady
- Joan of Ozark (1942) jako Clem